# 847 Agnia
Agnia (asteroide 847) é um asteroide da cintura principal com um diâmetro de 28,04 quilómetros, a 2,5223641 UA. Possui uma excentricidade de 0,0939305 e um período orbital de 1 696,54 dias (4,65 anos).
Agnia tem uma velocidade orbital média de 17,85128953 km/s e uma inclinação de 2,48025º.
Este asteroide foi descoberto em 2 de Setembro de 1915 por Grigory Neujmin.